# Enagrundet (Luleå)
Enagrundet is een van de eilanden van de Lule-archipel. Het eiland ligt als laatste in een rij van vier eilanden: Hamnön, Hamnöörarna, een naamloos eiland en dan als laatste Enagrundet en naar het zuidoosten nog twee kleine zandbanken. Door haar ligging in dat rijtje was het op de Fjuköfjord vroeger een herkenningspunt.